# Horný Hričov
Horný Hričov (en allemand : Oberhritschau ; en hongrois : Felsőricsó) est une commune de la région de Žilina, en Slovaquie.

## Histoire
La première mention écrite du village date de 1208.

## Démographie

### Évolution de la population
| Année:               | 1994. | 2004.    | 2014.   | 2024.    |
| -------------------- | ----- | -------- | ------- | -------- |
| Nombre de personnes: | 706   | 780      | 803     | 884      |
| Différence:          |       | +10,48 % | +2,94 % | +10,08 % |

| Année:               | 2023. | 2024.   |
| -------------------- | ----- | ------- |
| Nombre de personnes: | 874   | 884     |
| Différence:          |       | +1,14 % |